# Listă de piese de teatru engleze
Aceasta este o listă de piese de teatru engleze în ordine alfabetică:

## A
- A douăsprezecea noapte (1623), de William Shakespeare
- Absurd Person Singular (Pluralul Englezesc, 1972), de Alan Ayckbourn
- Akhnaton  (1973), de Agatha Christie
- All Fools (1605), de George Chapman
- And Then There Were None (1943), de Agatha Christie
- Appointment with Death (1945), de Agatha Christie

## B
- Black Coffee (1930), de Agatha Christie
- The Blind Beggar of Alexandria (1596), de George Chapman

## C
- Cain (1821), de George Gordon Byron
- The Campden Wonder (1907), de John Masefield
- The Cenci (Familia Cenci, 1819), de Percy Bysshe Shelley
- Chimneys (2003), de Agatha Christie
- The Coming of Christ (1928), de John Masefield
- Conspirația și tragedia lui Charles, duce de Byron (1608), de George Chapman

## D
- The Deformed Transformed (Monstrul transformat, 1822), de George Gordon Byron
- The Dover Road (1921), de A. A. Milne

## E
- Eastward Hoe (1605), de  George Chapman

## F
- Fiddler's Three (1972), de Agatha Christie
- The Fourth Wall ori The Perfect Alibi (1928), de A. A. Milne

## G
- The Gentleman Usher (1606), de  George Chapman
- Go Back for Murder (1960), de Agatha Christie
- Good Friday: A Play in Verse (1916), de John Masefield
- Guy Domville (1895), de Henry James

## H
- Heaven and Earth (Cer și pământ, 1821), de George Gordon Byron

## I
- The Ivory Door (1929), de A. A. Milne

## L
- The Lady of Lyons (1838), de Edward Bulwer-Lytton

## M
- The Madness of George III (Nebunia regelui George, 1991) de Alan Bennett
- Make-Believe (1918), de A. A. Milne
- Manfred  (1817), de George Gordon Byron
- Marino Faliero (Marino Faliero, Doge al Veneției, 1820), de George Gordon Byron
- Money (1840), de Edward Bulwer-Lytton
- Mr. Pim Passes By (1919), de A. A. Milne

## P
- Philip the King (1914), de John Masefield[1]
- Prometheus Unbound (Prometeu descătușat, 1820), de Percy Bysshe Shelley

## R
- Regele Lear (1605), de William Shakespeare
- Richelieu (1839), de Edward Bulwer-Lytton
- Romeo și Julieta (1597), de William Shakespeare
- Rule of Three (Compusă din Afternoon at the Seaside, The Rats și The Patient, 1962), de Agatha Christie

## S

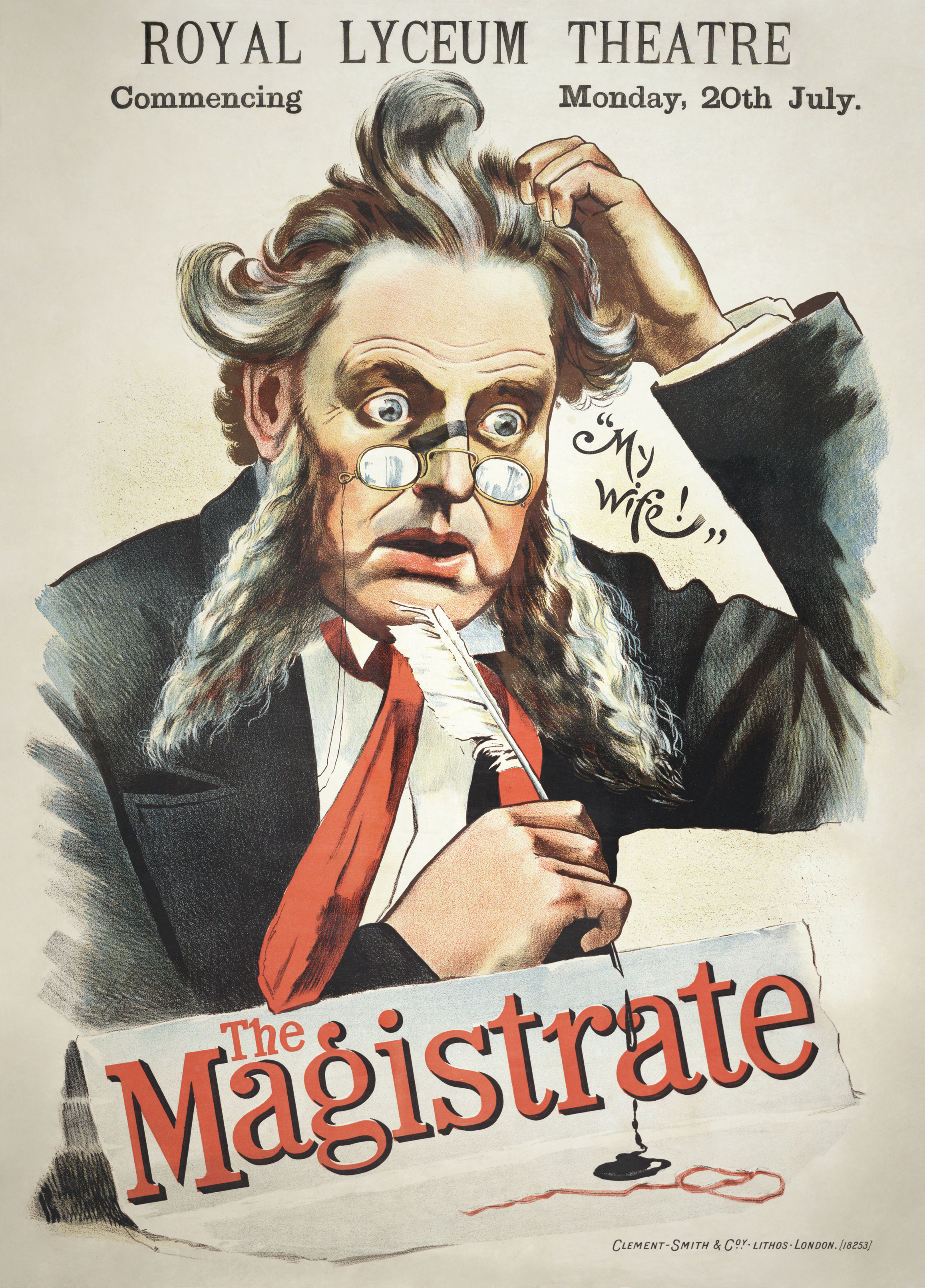
Magistrate 1885

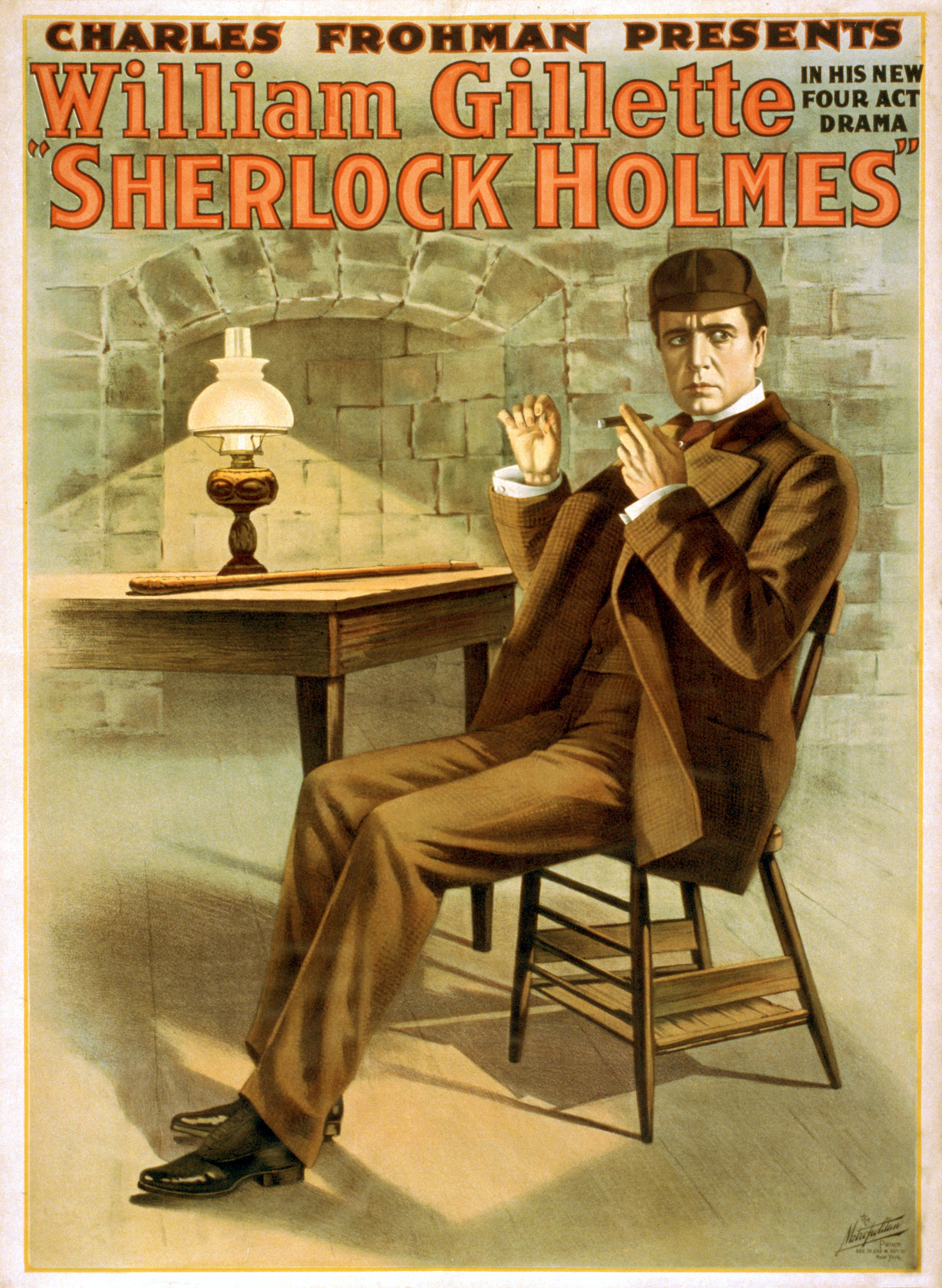
Sherlock Holmes

- Sardanapalus (Sardanapal, 1821), de George Gordon Byron
- Secretul familiei Posket (The Magistrate, 1885) de Arthur Pinero
- Sherlock Holmes (1899) de William Gillette și Arthur Conan Doyle

## T
- The Tragedy of Nan (sau Nan), de John Masefield
- The Triumph of Life (Triumful vieții, 1822), de Percy Bysshe Shelley
- The Two Foscari (Cei doi Foscari, 1821), de George Gordon Byron
- Theatricals (1894), de Henry James
- Theatricals: Second Series (1895), de Henry James
- The Tragedy of Pompey the Great (Tragedia lui Pompei cel Mare, 1910), de John Masefield
- Tristan and Isolt (1927), de John Masefield
- Toad of Toad Hall (1929) , de A. A. Milne

## U
- The Ugly Duckling (1941), de A.A. Milne

## V
- Visul unei nopți de vară (anii 1590), de William Shakespeare

## W
- Werner (1822), de George Gordon Byron
- Wurzel-Flummery (1917), de A. A. Milne